# Bulbophyllum delitescens
Bulbophyllum delitescens es una especie de orquídea epifita  originaria de  	 Asia.

## Descripción
Es una orquídea de pequeño tamaño, con hábitos epifita y ocasionalmente litofita con  un rizoma ramificado dando lugar a ovoides pseudobulbos subcilíndricos espaciados aproximadamente de 3 a 11 cm entre ellos y que llevan una sola hoja, apical, erecta, delgadamente coriácea, oblonga, elíptica a obovada- oblonga, estrechándose abajo en la base peciolada. Florece en la primavera hasta el otoño en una inflorescencia erecta a horizontal, a partir del rizoma justo debajo del pseudobulbo, que mide de 10 a 26 cm + de largo, con 2 a 4 flores.

## Distribución y hábitat
Se encuentra en Fujian, Guangdong, Hainan, Xizang y Yunnan de China, Vietnam, Hong Kong, Tailandia y la India en los bosques montanos primarios en los troncos de árboles o en las rocas en la sombra a lo largo de los arroyos en las elevaciones de 800 a 2500 metros.

## Taxonomía
Bulbophyllum delitescens fue descrita por Henry Fletcher Hance   y publicado en Journal of Botany, British and Foreign 14: 44–45. 1876.
Etimología
Bulbophyllum: nombre genérico que se refiere a la forma de las hojas que es bulbosa.
delitescens: epíteto latino 
Sinonimia
- Cirrhopetalum delitescens (Hance) Rolfe
- Cirrhopetalum mirificum Gagnep.[1][3][4]